# Йоахім Бйорклунд
Йоахім Бйорклунд (швед. Joachim Björklund; нар. 15 березня 1971, Векше, Швеція) — шведський футболіст, за спеціалізацією центральний захисник. Протягом багатьох років складав разом з Патріком Андерссоном потужний захисний дует у складі збірної Швеції. Брав участь в чемпіонатах Європи 1992 і 2000 років, в чемпіонаті світу 1998 року, також входив до складу збірної Швеції на Олімпійських Іграх 1992 року в Барселоні.

## Клубна кар’єра
Футбольну кар’єру Бйорклунд почав 1988 року у віці 17 років в клубі «Естерс» з його рідного міста Векше на півдні Швеції. За «Естерс» він виступав протягом двох сезонів, але виходив на поле лише у шести зустрічах, після чого 1990 року був проданий до норвезького клубу «Бранн», де вперше почав розкриватися його талант захисника і неабиякий хист у грі головою. У складі «Бранна» Бйорклунд відіграв три сезони, протягом яких зіграв в 56 зустрічах чемпіонату Норвегії.
В 1993 році Бйорклунд повернувся на батьківщину і почав грати за титулований шведський клуб «Ґетеборг». В складі «Ґетеборга» він виступав протягом трьох сезонів, відігравши 36 матчів чемпіонату Швеції, а також відзначившись в іграх клубу на міжнародному рівні. В 1993 році «Ґетеборг» здійснив сенсацію, вийшовши з групи в змаганнях Ліги Чемпіонів: після подолання сильного чеського клубу «Спарта» у відбірних матчах, він потрапив до однієї групи з «Манчестер Юнайтед», «Барселоною» і «Галатасараєм», з якої вийшов з чотирма перемогами, однією нічиєю і однією поразкою. У матчах плей-офф на перешкоді «Ґетеборга» стала мюнхенська «Баварія»: після нічиїх 0:0 у гостях і 2:2 вдома «Ґетеборг» випав з подальших змагань.
Влітку 1995 року Бйорклунда придбала італійська «Віченца», яка тільки-но повернулася до вищої італійської ліги після двох десятиріч перебування в Серії B. Бьорклунд відіграв за «Віченцу» лише один сезон, вийшовши на поле в 33 матчах, і допоміг команді знову укріпитись у вищому дивізіоні італійського футболу.
Його персональні та ігрові якості не залишилися непоміченими, і 1996 року його придбав шотландський «Глазго Рейнджерс», з яким він в першому ж своєму сезоні в шотландській вищій лізі став чемпіоном Шотландії: «Рейнджерс» у безкомпромісній боротьбі, яка тривала до останнього туру чемпіонату, подолали свого вічного суперника единбурзький «Селтик». Протягом двох сезонів Бьорклунд відіграв за «Рейнджерс» 59 матчів національного чемпіонату, на додаток до звання чемпіону Шотландії 1997 року вигравши наступного року Кубок Шотландії.
1998 року він переїхав в Іспанію, де почав грати за «Валенсію», відразу ставши ключовим гравцем команди. Втім, іспанська кар’єра Бьорклунда була повна прикрих розчарувань: в трьох сезонах чемпіонату Іспанії команді під керівництвом Гектора Купера не вдавалося здобути титул чемпіона Іспанії. Більше того, два роки поспіль «Валенсія» доходила до фіналу Ліги Чемпіонів, але обидва рази програвала фінальну зустріч, в сезоні 1999/2000 — мадридському «Реалу», а в 2000/2001 — мюнхенській «Баварії». За «Валенсію» Бйорклунд відіграв 57 матчів національного чемпіонату, забивши один гол і вигравши Кубок і Суперкубок Іспанії в 1999 році.
Повернувшись до Італії, Бйорклунд відіграв сезон 2001/2002 років за «Венецію», яка за результатами сезону покинула вищу італійську лігу.
Уже тридцятирічним Бйорклунд дебютував в англійській Прем’єр-лізі, найшанованішому з європейських національних чемпіонатів, в лавах клубу «Сандерленд», який придбав його влітку 2002 року. Протягом осіннього кола чемпіонату внаслідок травми він відіграв лише 12 матчів. Весняне коло склалося більш вдало, і Бйорклунд відіграв 20 матчів, але «Сандерленду» це не допомогло: клуб в цьому сезоні посів останнє місце у і вилетів до першої ліги. В сезоні 2003/04 він відіграв 25 матчів і допоміг «Сандерленду» посісти третє місце в першій лізі і повернутись до вищого англійського дивізіону, а також дійти до півфіналу Кубка Англії. Однак наприкінці цього сезону тренер «Сандерленда» Мік Маккарті вирішив продати Бйорклунда до клубу «Вулвергемптон Вондерерз», який тільки-но покинув Прем’єр-лігу. За «Вулвергемптон» Бйорклунд відіграв лише один сезон, в якому команда не змогла повернутися до вищого дивізіону, і наприкінці сезону вирішив завершити кар’єру гравця.

## Національна збірна
Бьорклунд грав за збірну Швеції з 1991 по 2000 роки, виходивши на поле в 75 офіційних матчах. Разом з Патріком Андерссоном вони становили хребет шведської середньої лінії оборони. У складі збірної Бйорклунд дійшов до півфіналу Чемпіонату Європи 1992 року і виграв бронзові медалі Чемпіонату світу 1994 року; також він брав участь в Олімпіаді 1992 року в Барселоні і Чемпіонаті Європи 2000 року.

## Інше
Після закінчення кар’єри гравця Бйорклунд працює скаутом в іспанській «Валенсії», займаючись пошуком перспективних гравців для клубу в скандинавських країнах.
Томмі Свенссон, головний тренер збірної Швеції з 1991 по 1997 роки — дядько Йоахіма Бйорклунда зі сторони матері. Стіг Свенссон, відомий шведський тренер і футбольний функціонер — дід Йоахіма Бйорклунда.

## Досягнення
- Чемпіон Швеції :1994, 1995.
- Чемпіон Шотландії: 1997.
- Володар Кубка Шотландії: 1997.
- Володар Кубка Іспанії: 1999.
- Володар Суперкубка Іспанії: 1999.
- Бронзовий призер чемпіонату світу: 1994